# Natação nos Jogos Olímpicos de Verão de 2012 - 200 m peito masculino

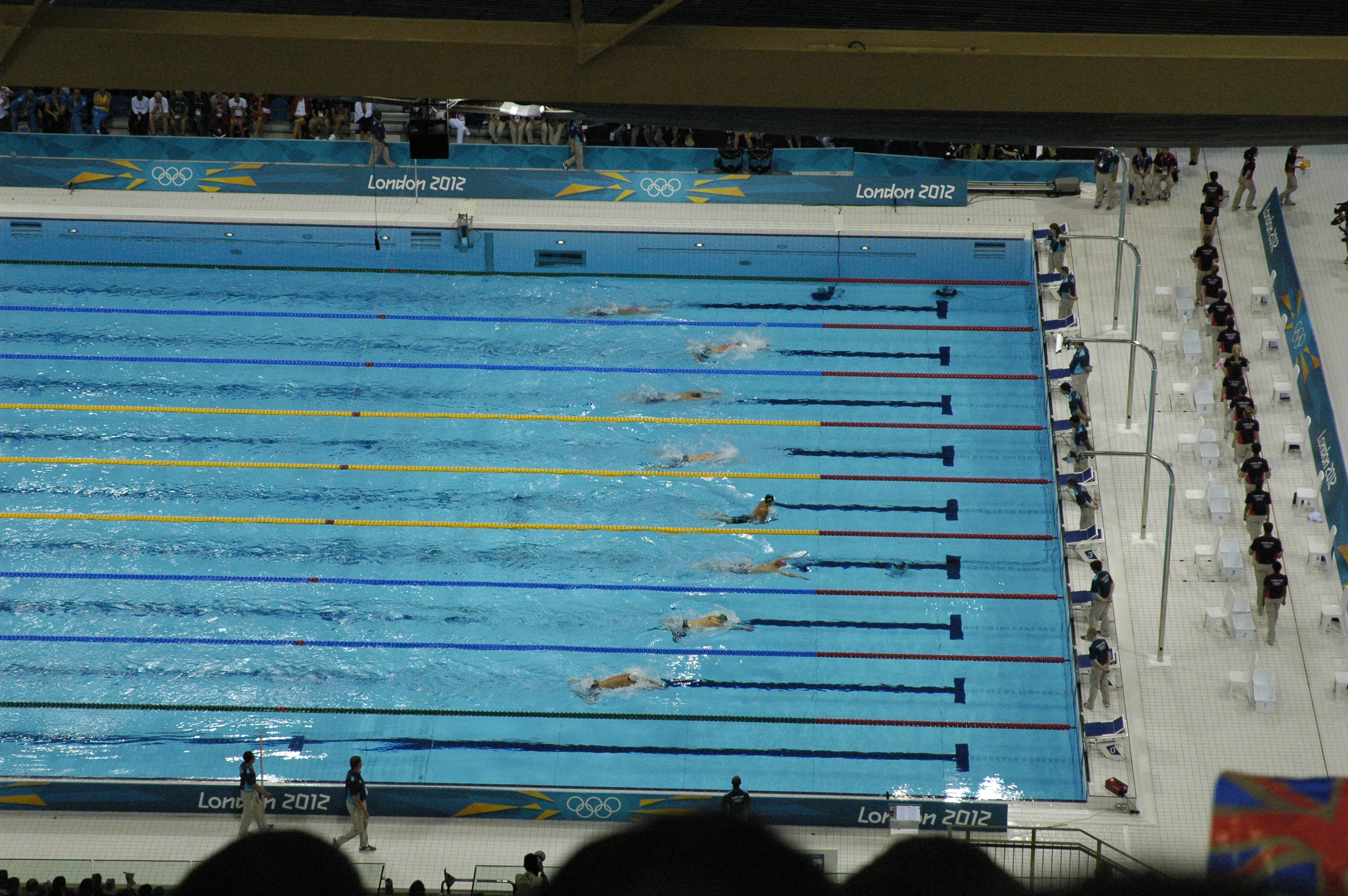
Disputa da quinta bateria eliminatória dos 200 m peito.

A competição dos 200 metros peito masculino da natação nos Jogos Olímpicos de Verão de 2012 foi disputada nos dias 31 de julho e 1 de agosto no Centro Aquático de Londres.

## Medalhistas
| Ouro   | HUN Dániel Gyurta    |
| Prata  | GBR Michael Jamieson |
| Bronze | JPN Ryo Tateishi     |

## Recordes
Antes desta competição, os recordes mundiais e olímpicos da prova eram os seguintes:
| Tipo | Atleta             | Tempo   | Local  | Data                 |
| ---- | ------------------ | ------- | ------ | -------------------- |
|      | Christian Sprenger | 2:07.31 | Roma   | 30 de julho de 2009  |
|      | Kosuke Kitajima    | 2:07.64 | Pequim | 14 de agosto de 2008 |

Os seguintes recordes mundiais ou olímpicos foram estabelecidos durante esta competição:
| Data        | Evento | Atleta            | Tempo   | Notas |
| ----------- | ------ | ----------------- | ------- | ----- |
| 1 de agosto | Final  | HUN Dániel Gyurta | 2:07.28 | ,     |

## Resultados

### Eliminatórias
| Pos. | Elim. | Raia | Nadador                 | CON                | Tempo   | Notas            |
| ---- | ----- | ---- | ----------------------- | ------------------ | ------- | ---------------- |
| 1    | 3     | 4    | Dániel Gyurta           | HUN Hungria        | 2:08.71 | Q                |
| 2    | 3     | 6    | Michael Jamieson        | GBR Grã-Bretanha   | 2:08.98 | Q,               |
| 3    | 5     | 3    | Andrew Willis           | GBR Grã-Bretanha   | 2:09.33 | Q                |
| 4    | 4     | 4    | Ryo Tateishi            | JPN Japão          | 2:09.37 | Q                |
| 5    | 5     | 4    | Kosuke Kitajima         | JPN Japão          | 2:09.43 | Q                |
| 6    | 4     | 3    | Clark Burckle           | USA Estados Unidos | 2:09.55 | Q                |
| 7    | 3     | 5    | Scott Weltz             | USA Estados Unidos | 2:09.67 | Q                |
| 8    | 5     | 2    | Giedrius Titenis        | LTU Lituânia       | 2:10.36 | Q                |
| 9    | 4     | 7    | Vyacheslav Sinkevich    | RUS Rússia         | 2:10.48 | Q                |
| 10   | 3     | 2    | Glenn Snyders           | NZL Nova Zelândia  | 2:10.55 | Q,               |
| 11   | 5     | 5    | Marco Koch              | GER Alemanha       | 2:10.61 | Q                |
| 12   | 5     | 6    | Laurent Carnol          | LUX Luxemburgo     | 2:10.83 | Q                |
| 13   | 2     | 4    | Scott Dickens           | CAN Canadá         | 2:10.95 | Q                |
| 14   | 4     | 2    | Tales Cerdeira          | BRA Brasil         | 2:11.05 | Q                |
| 15   | 5     | 7    | Brenton Rickard         | AUS Austrália      | 2:11.41 | Q                |
| 16   | 4     | 5    | Christian vom Lehn      | GER Alemanha       | 2:11.66 | Q                |
| 17   | 3     | 8    | Matti Mattsson          | FIN Finlândia      | 2:11.81 | Recorde nacional |
| 18   | 5     | 1    | Lennart Stekelenburg    | NED Países Baixos  | 2:12.02 |                  |
| 19   | 4     | 6    | Henrique Barbosa        | BRA Brasil         | 2:12.05 |                  |
| 20   | 4     | 1    | Ákos Molnár             | HUN Hungria        | 2:12.42 |                  |
| 21   | 2     | 5    | Sławomir Kuczko         | POL Polônia        | 2:12.51 |                  |
| 22   | 3     | 1    | Igor Borysik            | UKR Ucrânia        | 2:12.61 |                  |
| 23   | 2     | 2    | Tomáš Klobučník         | SVK Eslováquia     | 2:13.40 |                  |
| 24   | 4     | 8    | Yannick Käser           | SUI Suíça          | 2:13.49 |                  |
| 25   | 3     | 7    | Choi Kyu-Woong          | KOR Coreia do Sul  | 2:13.57 |                  |
| 26   | 2     | 3    | Christian Schurr Voight | MEX México         | 2:14.16 |                  |
| 27   | 3     | 3    | Panagiotis Samilidis    | GRE Grécia         | 2:14.82 |                  |
| 28   | 1     | 4    | Irakli Bolkvadze        | GEO Geórgia        | 2:15.86 | Recorde nacional |
| 29   | 2     | 7    | Hunor Mate              | AUT Áustria        | 2:15.98 |                  |
| 30   | 2     | 6    | Nuttapong Ketin         | THA Tailândia      | 2:16.07 |                  |
| 31   | 2     | 1    | Jakob Jóhann Sveinsson  | ISL Islândia       | 2:16.72 |                  |
| 32   | 1     | 5    | Dmitrii Aleksandrov     | KGZ Quirguistão    | 2:17.92 |                  |
| 33   | 5     | 8    | Chen Cheng              | CHN China          | 2:19.83 |                  |
| 034  | 1     | 3    | Tsilavina Ramanantsoa   | MAD Madagascar     | DSQ     |                  |

### Semifinal

#### Semifinal 1
| Pos. | Raia | Nadador            | CON                | Tempo   | Notas |
| ---- | ---- | ------------------ | ------------------ | ------- | ----- |
| 1    | 4    | Michael Jamieson   | GBR Grã-Bretanha   | 2:08.20 | Q,    |
| 2    | 3    | Clark Burckle      | USA Estados Unidos | 2:09.11 | Q     |
| 3    | 5    | Ryo Tateishi       | JPN Japão          | 2:09.13 | Q     |
| 4    | 1    | Tales Cerdeira     | BRA Brasil         | 2:09.77 |       |
| 5    | 6    | Giedrius Titenis   | LTU Lituânia       | 2:09.95 |       |
| 6    | 8    | Christian vom Lehn | GER Alemanha       | 2:10.50 |       |
| 7    | 2    | Glenn Snyders      | NZL Nova Zelândia  | 2:11.14 |       |
| 8    | 7    | Laurent Carnol     | LUX Luxemburgo     | 2:11.17 |       |

#### Semifinal 2
| Pos. | Raia | Nadador              | CON                | Tempo   | Notas |
| ---- | ---- | -------------------- | ------------------ | ------- | ----- |
| 1    | 4    | Dániel Gyurta        | HUN Hungria        | 2:08.32 | Q     |
| 2    | 5    | Andrew Willis        | GBR Grã-Bretanha   | 2:08.47 | Q     |
| 3    | 6    | Scott Weltz          | USA Estados Unidos | 2:08.99 | Q     |
| 4    | 3    | Kosuke Kitajima      | JPN Japão          | 2:09.03 | Q     |
| 5    | 8    | Brenton Rickard      | AUS Austrália      | 2:09.31 | Q     |
| 6    | 2    | Vyacheslav Sinkevich | RUS Rússia         | 2:09.90 |       |
| 7    | 7    | Marco Koch           | GER Alemanha       | 2:10.73 |       |
| 8    | 1    | Scott Dickens        | CAN Canadá         | 2:11.71 |       |

### Final
| Pos.              | Raia | Nadador          | CON                | Tempo   | Notas            |
| ----------------- | ---- | ---------------- | ------------------ | ------- | ---------------- |
| Medalha de ouro   | 5    | Dániel Gyurta    | HUN Hungria        | 2:07.28 | Recorde mundial  |
| Medalha de prata  | 4    | Michael Jamieson | GBR Grã-Bretanha   | 2:07.43 | Recorde nacional |
| Medalha de bronze | 1    | Ryo Tateishi     | JPN Japão          | 2:08.29 |                  |
| 4                 | 2    | Kosuke Kitajima  | JPN Japão          | 2:08.35 |                  |
| 5                 | 6    | Scott Weltz      | USA Estados Unidos | 2:09.02 |                  |
| 6                 | 7    | Clark Burckle    | USA Estados Unidos | 2:09.25 |                  |
| 7                 | 8    | Brenton Rickard  | AUS Austrália      | 2:09.28 |                  |
| 8                 | 3    | Andrew Willis    | GBR Grã-Bretanha   | 2:09.44 |                  |

Legenda
| Recorde mundial      | Recorde mundial (World record)               |                       | Recorde africano                      | Recorde africano (African) |                                           | Q | Classificado por posição (Qualified) |
| Recorde olímpico     | Recorde olímpico (Olympic record)            | Recorde da América    | Recorde da América (Americas)         | q                          | Classificado por melhor tempo (Qualified) |   |                                      |
| Melhor marca do ano  | Melhor marca do ano (World leading)          | Recorde asiático      | Recorde asiático (Asian)              | DNS                        | Não largou (Did not start)                |   |                                      |
| Recorde nacional     | Recorde nacional (National record)           | Recorde europeu       | Recorde europeu (European)            | DNF                        | Não terminou (Did not finish)             |   |                                      |
| Recorde pessoal      | Recorde pessoal do atleta (Personal best)    | Recorde da Oceania    | Recorde da Oceania (Oceania)          | DSQ / DQ                   | Desclassificado (Disqualified)            |   |                                      |
| Recorde da temporada | Recorde da temporada do atleta (Season best) | Recorde sul-americano | Recorde sul-americano (South America) | NM                         | Sem marca (No mark)                       |   |                                      |